# Alcmena amabilis
Alcmena amabilis là một loài nhện trong họ Salticidae.
Loài này thuộc chi Alcmena. Alcmena amabilis được Carl Ludwig Koch miêu tả năm 1846.